# The Open Network

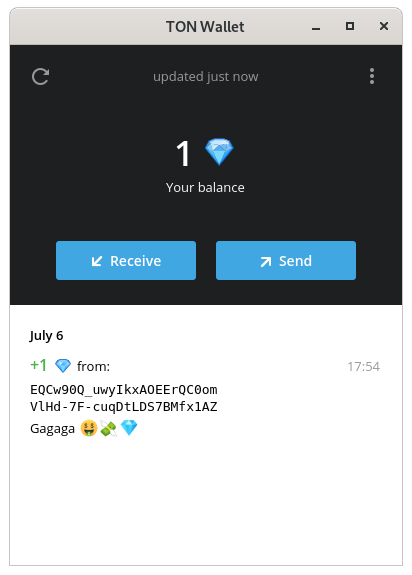
Exemple de cartera

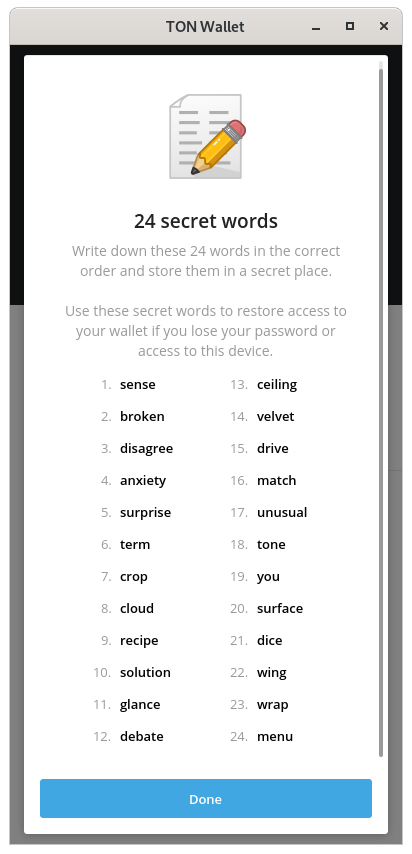
Per accedir a les carteres utilitza 24 paraules secretes, sobre la base de les quals calcula la clau privada de 256 bits de la cartera

The Open Network (anteriorment Telegram Open Network, ambdues abreujades com a TON) és una tecnologia de xarxa informàtica descentralitzada basada en blockchain, desenvolupada originalment per l'equip de Telegram. El maig de 2020, Telegram es va retirar del projecte després d'un litigi amb la Comissió de Borsa i Valors dels EUA.
Inclou TON Virtual Machine (TVM o TON VM).

## Història
El 2015 el creador de Telegram Pàvel Dúrov va comentar la seva intenció de crear una infraestructura P2P per evadir la censura d'Internet.

### Llançament del projecte
A finals del 2017 diversos mitjans com TechCrunch i Forbes van aconseguir un llibre blanc filtrat de 132 pàgines sobre una possible creació de Telegram Open Network (TON), una plataforma descentralitzada basada en la tercera generació de cadena de blocs i aplica la prova de participació. Aquesta plataforma permetrà la integració de tercers com a servei de missatgeria Telegram. A més, l'antic empleat Antón Rósenberg va assenyalar l'existència d'un vídeo de presentació sobre el TON.

### Venda dels tokens
Per recaptar fons, Telegram va organitzar una venda tancada de contractes de futurs, que donava dret a rebre fitxes (tokens) Gram després del llançament de la cadena de blocs. Es va convidar a participar-hi inversors acuradament seleccionats, amb un xec mínim de 20 milions de dòlars a la primera ronda i 1 milió de dòlars a la segona. El cost de la criptomoneda per als participants en la venda tancada va ser significativament inferior al preu que Telegram va predir en el moment del llançament de TON, i la companyia va descriure el benefici de l'adquisició de l'actiu per analogia amb els valors. La companyia va recaptar 1.700 milions de dòlars en només dues rondes.

### Desenvolupament
L'abril de 2019, als mitjans de comunicació va aparèixer informació sobre la creació d'una empresa independent TON Labs. Segons Alexander Filatov, director general de l'empresa, TON Labs està «preparant un conjunt d'eines per als desenvolupadors d'aplicacions TON».
El 17 d'abril de 2019, l'empresa alemanya Wirecard AG va anunciar una associació amb TON Labs.

### Finalització del projecte (2019-2020)
L'octubre de 2019, la Comissió de Borsa i Valors dels EUA (SEC) va sol·licitar la prohibició de l'emissió de Gram. Pàvel Dúrov va suggerir retornar el 77% de les inversions als inversors de TON o ajornar el termini per al llançament de la plataforma fins al 30 d'abril de 2020.
Els dies 7 i 8 de gener de 2020, la SEC va interrogar Pàvel Dúrov en relació amb la TON ICO. L'interrogatori va tenir lloc a Dubai. El regulador nord-americà va intentar esbrinar per què Dúrov tenia una ICO, quants diners va gastar en Telegram i TON i per què el token Gram no és un valor mobiliari. Dúrov va respondre que es necessitaven els diners per comprar equips i mantenir la plataforma blockchain, i Gram és una criptomoneda, no és un valor mobiliari.
El 12 de maig de 2020, Pàvel Dúrov va anunciar oficialment que s'acabava el treball en el projecte de la xarxa oberta de Telegram. Com a motiu principal, s'indiquen les accions de la SEC, que fan impossible el llançament de TON. L'equip de Telegram també va afirmar que no està relacionat amb tots els projectes que es posaran en marxa basats en Telegram Open Network en el futur.

### Continuació del desenvolupament
Després de l'anunci del tancament del projecte per part de l'equip de Telegram, es van crear diversos projectes de continuació.

#### Everscale (Free TON)
El 7 de maig de 2020, la comunitat de desenvolupadors, validadors i representants de la indústria de les monedes digitals va anunciar el llançament del projecte Free TON, basat en el codi font obert de Telegram Open Network. El codi TON s'estén sota la llicència LGPLv2, que permet utilitzar-lo sense restriccions. El llançament oficial de la xarxa es va produir el 7 de maig durant una transmissió en línia dedicada al projecte. El token natiu del projecte Free TON és el TON Crystal, amb una emissió total de 5 mil milions de monedes.
Al mateix temps, els seguidors de Free TON van publicar una Declaració de descentralització, disponible per a la signatura de tots els interessats en donar suport al llançament de Free TON. Durant un període de 24 hores, diverses milers de persones físiques i jurídiques van signar la declaració. Entre els signants notables de la declaració es troben: l'empresa desenvolupadora TON Labs, les borses de criptomonedes LEVEL TRADE Ltd, KUNA i CEX.io, els validadors P2P.org i Everstake, les empreses d'inversió Dokia Capital i Bitscale Capital. Cal destacar que en el moment del llançament, als ciutadans dels Estats Units no se'ls permetia participar en el projecte Free TON.
El 9 de novembre de 2021, es va presentar una proposta per canviar el nom del projecte de "Free TON" a "Everscale" i per cremar 3 mil milions de tokens. Com a justificació d'aquesta decisió, es va mencionar el desig de lliurar-se de les restriccions imposades per l'ús de la marca TON i, en particular, obtenir l'oportunitat de cotitzar en grans borses i establir aliances amb grans empreses. A més, aquesta decisió tenia com a objectiu reduir la confusió de la marca i la confusió relacionada amb altres projectes que utilitzen TON en el seu nom. La decisió de canviar el nom del projecte va ser presa pel consell de direcció mitjançant una votació.
El 14 de març de 2022, DeFi Alliance va llançar la plataforma de votació EverDAO. Totes les decisions sobre el desenvolupament del projecte es prenen mitjançant votació dels propietaris de tokens EVER a través del sistema EVER DAO. Per a l'aprovació d'una decisió, cal reunir almenys 500.000 monedes dels propietaris i obtenir la majoria de vots a favor. Per presentar una iniciativa pròpia, cal bloquejar 100.000 EVER per a l'estacatge.
El gener de 2023, Venom Ventures Fund, un fons d'innovació de Web3 i blockchain dirigit pel gestor del fons d'inversió Iceberg Capital d'Abu Dhabi, va anunciar una associació estratègica i inversions en Everscale, una plataforma líder de blockchain que té com a objectiu abordar els problemes d'escalabilitat que afecten la indústria de Web3.

#### The Open Network
El 29 de maig de 2020, la comunitat de desenvolupadors, validadors, guanyadors de concursos públics de blockchain de Telegram i entusiastes de la criptografia van anunciar la continuació del treball en el projecte. El primer nom del projecte va ser "NEWTON".
L'equip va continuar donant suport i desenvolupant la xarxa testnet2 original de l'equip de Telegram, que es va llançar el 15 de novembre de 2019.
El maig de 2021, la comunitat va votar per canviar el nom de la xarxa testnet2 a mainnet. A més, l'equip de desenvolupadors va canviar el nom de "NEWTON" a "TON Foundation". La TON Foundation es va anunciar com una comunitat sense ànim de lucre orientada a donar suport i desenvolupar la xarxa.
TON Blockchain utilitza un consens de proof-of-stake i no requereix mineria per generar nous blocs. La majoria de les monedes, gairebé la totalitat dels 5 mil milions, van ser transferides per l'equip de Telegram a contractes intel·ligents especials anomenats "proof-of-work givers". Les noves monedes es poden obtenir mitjançant la mineria d'aquests contractes. Els contractes proof-of-work givers tenen els seus límits i s'esgoten quan els usuaris aconsegueixen totes les monedes disponibles.
El 29 de juny de 2021, en resposta a una carta oberta, l'equip de Telegram va acordar transferir el domini https://ton.org i el compte de GitHub https://github.com/ton-blockchain a la comunitat de The Open Network.
El 9 d'agost de 2021, EXMO va anunciar la llista de la nova criptomoneda - TONCOIN.
El 23 de desembre de 2021, Pàvel Dúrov, el creador de Telegram, va publicar un missatge sobre el projecte TON al seu canal de Telegram i va donar suport a l'equip de desenvolupadors. En el seu missatge, Pàvel Dúrov els desitjava èxit a l'equip de desenvolupadors, però va destacar que no tenia cap relació amb el projecte.